# Gerald Press
Gerald Alan Press (* 1945) ist ein auf antike griechische Philosophie und Philosophiegeschichte spezialisierter US-amerikanischer Philosoph und Universitätslehrer. Er gilt als Platon-Spezialist und wurde bekannt durch sein Eintreten für eine neue kritische Lesart der Platonischen Dialoge.

## Leben und Werk
Gerald Press erwarb 1974 seinen Ph.D an der University of California, San Diego.
Er wirkte als Professor für Philosophie am Hunter College in New York. Er veröffentlichte zahlreiche Artikel über Platon und Alte griechische Philosophie. Er wirkte und wirkt als Herausgeber mehrerer philosophischer Fachzeitschriften wie dem Journal of the History of Philosophy (JHP). Er organisierte und leitete Tagungen für das Program Committee of The Society for Ancient Greek Philosophy, The Uses of Plato's Republic (1994) und New York City International Philosophy Conference (1997) oder die Second Annual New York City International Conference on the History of Philosophy and Religion (1998) alle am Hunter College in New York.
Die Lehre Platons wurde in der Vergangenheit im Allgemeinen direkt aus den Texten der Dialoge herausinterpretiert. Dabei wurden dramatische und literarische Merkmale dieser Schriften oft nur am Rande betrachtet. Seit Beginn der 1990er Jahre versuchten insbesondere die Tübinger wie auch die New Yorker Platonschule, letztere mit Vertretern wie Gerald Press oder Debra Nails, die traditionelle unkritische Platonlesart durch kritische Lesarten fortzuentwickeln. Insbesondere Gerald Press warf die Frage auf, warum Platon überhaupt sein Werk in Dialogform verfasste und dort verschiedene Charaktere wie Sokrates, Timaios, den eleatischen Freund oder den athenischen Fremden zu Wort kommen ließ. Er entwickelte infolge dieser Fragestellung seine „Mouthpiece-Theory“ („Sprachrohr-Theorie“), nach der jedes Sprachrohr ein spezielles Ziel verfolgt und nach der Platons eigener Standpunkt nicht unmittelbar aus den inhaltlichen Positionen der einzelnen Dialogfiguren abgeleitet werden kann. Die in den Dialogen auftretenden Personen können somit nicht einfach als Sprachrohre Platons verstanden werden.

## Schriften (Auswahl)
- The Continuum Guide to Plato (GP als Herausgeber, Continuum International Publishers, 2012)
- Plato: A Guide for the Perplexed (Continuum International Publishers, 2007)
- Who Speaks for Plato? Studies in Platonic Anonymity (GP als Herausgeber, Roman & Littlefield, 2000)
- Plato's Dialogues: New Studies and Interpretations (GP als Herausgeber, Roman & Littlefield, 1993)
- Study Guide for Thinking Logically (Prentice-Hall, 1988)
- The Development of the Idea of History in Antiquity (McGill-Queens University Press, 1982; reprinted 2003)